# 大橋仁
大橋 仁（おおはし じん、1972年 - ）は、日本の写真家である。
神奈川県相模原市出身。20歳の時にキヤノン写真新世紀公募展にて優秀賞を受賞、荒木経惟に絶賛されてから現在まで、レミオロメン、ゆず、平井堅、など数々のアーティストのCDのジャケット撮影や、福山雅治、吉井ロビンソン、斉藤和義、SOPHIAのプロモーションビデオのディレクションなど、多数手がける。その他、CM、雑誌、広告、映画監督など、その活動は幅広い。
1999年に出版された写真集『目のまえのつづき』（青幻舎）は義父の自殺未遂現場などを撮影し、荒木経惟をして「凄絶ナリ」と唸らせた。続いて2005年に幼稚園の四季を撮影した写真集『いま』（青幻舎）、2012年に無人島での男女300人の絡みを撮影した写真集『そこにすわろうとおもう』（赤々舎）を発売した。

## 作品

### 写真集
- 映画メイキング PhotoBook『バウンス Ko GALS』1997年 リトルモア）
- 『愛がなければ人生はない』（2000年 スイッチコーポレーション）
- ゆず写真集（2002年 ソニー・マガジンズ）
- 佐藤江梨子写真集『キューティーハニー』（2004年）
- 上島竜兵『これが俺の芸風だ!! — 上島竜兵伝記&写真集』 （2005年）
- 香椎由宇写真集『you』（2005年） ほか多数

### エディトリアル
- 『SWITCH』（スイッチパブリッシング）/トム・ウェイツ、ビョーク、松尾スズキ、小泉今日子
- 『Number』（文藝春秋）/高原直泰
- 『Barfout！』（幻冬舎）
- 『Rock’n on JAPAN』（ロッキングオン） ほか多数

### 広告
- 『NIKE』ランニングキャンペーン（2000年）
- 『ユニクロ』TVCF、BMX・ベーシスト（2002年）
- 『adidas』石井一久と中田浩二（2003年）
- 『資生堂ウーノ』（2005年）
- 『サッポロドラフトワン』（2005年） ほか多数

### CDジャケット・PV
- Mr.Children『口笛』CDジャケット（2000年 トイズファクトリー）
- Mr.Children 2001年ツアーパンフレット（2001年）
- 小日向しえ『花摘み』PV（2001年 日本ビクター）
- SOPHIA『Thank you』PV（2001年　トイズファクトリー）
- 斉藤和義『真夜中のプール』PV、CDジャケット（2004年）
- 福山雅治『虹』PV（2004年）
- 吉井ロビンソン『20GO』PV（2005年）
- 花田優一『純青』PV（2020年）
- レミオロメン CDジャケット
- ゆず CDジャケット
- 平井堅 CDジャケット ほか多数

### その他
- 映画『世界の終わりという名の雑貨店』映画監督（2001年 松竹）
- WOWOW 映像作品『まぶだちの女』（監督/松尾スズキ）撮影監督（2003年）
- 映画『東京オアシス』撮影（2011年、スールキートス）